# Cochlospermum tetraporum
Cochlospermum tetraporum là một loài thực vật có hoa trong họ Bixaceae. Loài này được Hallier f. mô tả khoa học đầu tiên năm 1913.